# Amaravati Buddhist Monastery

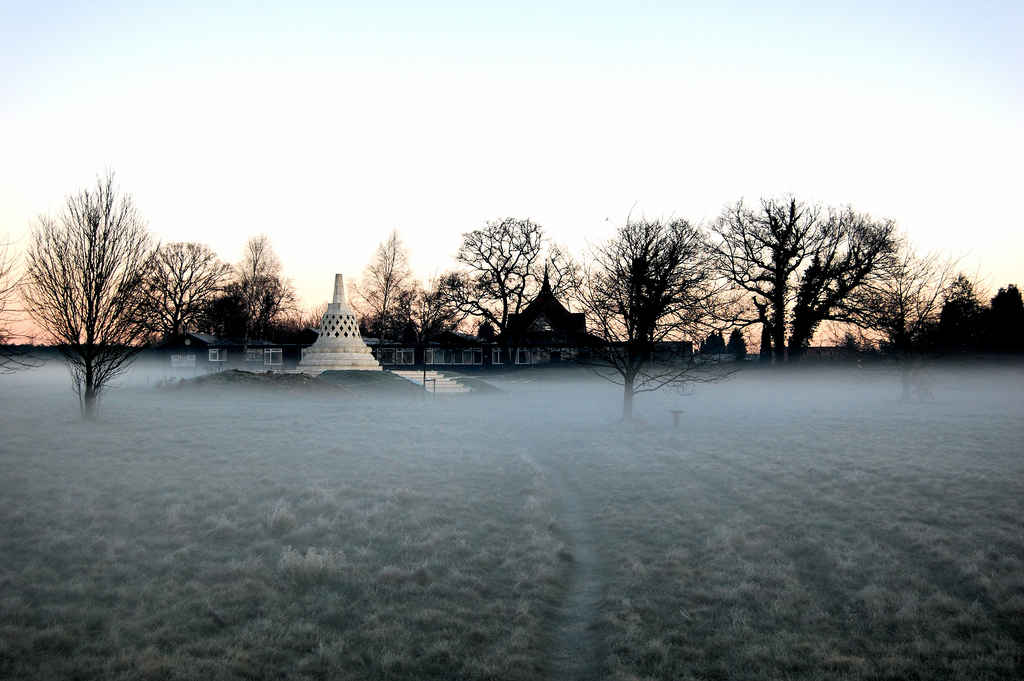
Amaravati Buddhist Monastery

Amaravati ist ein buddhistisches Kloster und Meditationszentrum in Great Gaddesden, nördlich von Berkhamsted (Hertfordshire). Es wurde 1983 vom English Sangha Trust zusammen mit Ajahn Sumedho gegründet, der dort Abt ist.
Die Anlage war zuvor eine Schule und vorher eine Liegenschaft der Armee, bevor sie dem County Council von Buckinghamshire abgekauft wurde.
Die allmorgendliche Meditation beginnt um 5:00 Uhr früh. Ab 12:00 Uhr wird nicht mehr gegessen. Es gibt drei- und zehntägige Retreats, aber in erster Linie ist das Kloster das Heim seiner Bewohner.